# Madridejos (kommun i Spanien, Kastilien-La Mancha, Province of Toledo, lat 39,44, long -3,54)
Madridejos är en kommun i Spanien.   Den ligger i provinsen Toledo och regionen Kastilien-La Mancha, i den centrala delen av landet, 110 km söder om huvudstaden Madrid. Antalet invånare är 11 206.